# Chance futsal liga 2011/2012
V soubojích 20. ročníku 1. české futsalové ligy 2011/12 (sponzorským názvem Chance futsal liga) se utkalo v základní části 12 týmů dvoukolovým systémem podzim – jaro. Do vyřazovací částí postoupilo prvních osm týmů v tabulce. Nováčky soutěže se staly týmy Andy Liberec (vítěz 2. ligy – sk. Západ), FK SAT-AN Kladno (2. místo ve 2. lize – sk. Západ) a 1. FC Delta Real Šumperk (vítěz 2. ligy – sk. Východ). Vítězem základní části soutěže se stal tým FK ERA-PACK Chrudim. Sestupujícími se staly oba nováčkové Andy Liberec a 1. FC Delta Real Šumperk. Vítězem soutěže se stal tým FK ERA-PACK Chrudim, který ve finále porazil tým Bohemians 1905 2:1 na zápasy.

## Kluby podle krajů
- Praha (2): Bohemians 1905, SK Slavia Praha
- Středočeský (2): FK SAT-AN Kladno, FC Benago Zruč nad Sázavou
- Plzeňský (1): SK Indoss Plzeň
- Ústecký (1): FC Balticflora Teplice
- Liberecký (1): Andy Liberec
- Pardubický (3): FK ERA-PACK Chrudim, FC Torf Pardubice, 1. FC Nejzbach Vysoké Mýto
- Jihomoravský (1): FC Tango Brno
- Olomoucký (1): 1. FC Delta Real Šumperk

## Základní část
| Poř. | Tým                        | Z  | V  | R | P  | VG  | OG  | B  |
| ---- | -------------------------- | -- | -- | - | -- | --- | --- | -- |
| 1.   | FK ERA-PACK Chrudim        | 22 | 21 | 1 | 0  | 198 | 37  | 64 |
| 2.   | FC Tango Brno              | 22 | 19 | 1 | 2  | 135 | 58  | 58 |
| 3.   | Bohemians 1905             | 22 | 15 | 1 | 6  | 105 | 64  | 46 |
| 4.   | FC Balticflora Teplice     | 22 | 10 | 5 | 7  | 94  | 76  | 35 |
| 5.   | 1. FC Nejzbach Vysoké Mýto | 22 | 9  | 4 | 9  | 94  | 97  | 31 |
| 6.   | FC Torf Pardubice          | 22 | 9  | 4 | 9  | 100 | 102 | 31 |
| 7.   | FC Benago Zruč nad Sázavou | 22 | 8  | 2 | 12 | 101 | 100 | 26 |
| 8.   | FK SAT-AN Kladno           | 22 | 6  | 6 | 10 | 62  | 85  | 24 |
| 9.   | SK Slavia Praha            | 22 | 7  | 3 | 12 | 67  | 81  | 24 |
| 10.  | SK Indoss Plzeň            | 22 | 4  | 5 | 13 | 77  | 120 | 17 |
| 11.  | 1. FC Delta Real Šumperk   | 22 | 4  | 4 | 14 | 81  | 160 | 16 |
| 12.  | Andy Liberec               | 22 | 2  | 0 | 20 | 72  | 206 | 6  |

Poznámky
- Z = Odehrané zápasy; V = Vítězství; R = Remízy; P = Prohry; VG = Vstřelené góly; OG = Obdržené góly; B = Body

|  | Postup do vyřazovací části soutěže |
|  | Klub po sezóně zanikl              |
|  | Sestup do 2. ligy – sk. Východ     |

## Vyřazovací část

### Čtvrtfinále
| Tým A                  | Výsledek série | Tým B                      | Výsledky jednotlivých zápasů |
| ---------------------- | -------------- | -------------------------- | ---------------------------- |
| FK ERA-PACK Chrudim    | 3:0            | FK SAT-AN Kladno           | 9:1, 7:2, 13:1               |
| FC Tango Brno          | 3:1            | FC Benago Zruč nad Sázavou | 8:3, 3:5, 6:3, 6:1           |
| Bohemians 1905         | 3:0            | FC Torf Pardubice          | 3:2, 8:2, 9:4                |
| FC Balticflora Teplice | 0:3            | 1. FC Nejzbach Vysoké Mýto | 3:11, 5:6, 2:2pp (3:5pk)     |

### Semifinále
| Tým A               | Výsledek série | Tým B                      | Výsledky jednotlivých zápasů |
| ------------------- | -------------- | -------------------------- | ---------------------------- |
| FK ERA-PACK Chrudim | 3:0            | 1. FC Nejzbach Vysoké Mýto | 9:1, 7:4pp, 10:2             |
| FC Tango Brno       | 0:3            | Bohemians 1905             | 3:4, 2:8, 0:3                |

### Finále
| Tým A               | Výsledek série | Tým B          | Výsledky jednotlivých zápasů |
| ------------------- | -------------- | -------------- | ---------------------------- |
| FK ERA-PACK Chrudim | 2:1            | Bohemians 1905 | 6:1, 4:4pp (4:5pk), 9:1      |

## Vítěz
| Chance futsal liga 2011/12 FK ERA-PACK Chrudim (8. titul) |